# Reno
För andra betydelser, se Reno (olika betydelser).
Reno är en stad (city) i Washoe County i delstaten Nevada i USA. Staden är tredje folkrikast i delstaten med 264 165 invånare, på en yta av 289,06 km² (2020). Reno är administrativ huvudort (county seat) i Washoe County.
Staden ligger i delstatens västra del och är sammanväxt med Sparks i öster. Den är belägen cirka 15 kilometer öster om gränsen mot Kalifornien samt cirka 550 kilometer nordväst om Las Vegas.
Reno fick viss uppmärksamhet i och med tv-serien "Reno 911!", trots att serien inte spelades in i Reno. Reno blev känt för det stora antalet människor som strömmade till staden för att skilja sig från 1931 till 1970-talet, tack vare delstaten Nevadas liberala skilsmässolagstiftning.

## Utbildning

### Universitet och college
University of Nevada är det största och äldsta universitetet i Nevada.

### Privata skolor
Reno har ett fåtal privata grundskolor, såsom Legacy Christian School, Excel Christian School och Lamplight Christian School. I staden finns också några privata high schools, däribland Bishop Manogue High School som är den största och Sage Ridge School (SRS).